# Уилсон, Грейс
Грейс Маргарет Уилсон (англ. Grace Margaret Wilson) — австралийская медсестра. В качестве военной медсестры принимала участие в обеих мировых войнах. За свой многолетний труд была удостоена нескольких наград, в том числе медали имени Флоренс Найтингейл.

## Биография
Грейс Маргарет Уилсон родилась в Южном Брисбене в семье клерка Джона Пирсона Уилсона и Фанни Кэмпбелл. Получив образование в гимназии для девочек в Брисбене, Уилсон в 1905 году устроилась в Брисбенскую больницу в качестве стажёра и через три года получила сертификат медсестры. Ненадогло переехав в Лондон, она одно время училась на акушерку, после чего присоединилась к персоналу Национального госпиталя для парализованных. Вернувшись в июле 1914 года в Австралию, она стала старшей медсестрой в одном из Брисбенских госпиталей.
После начала Первой мировой войны Уилсон поступила на службу старшей медсестрой в австралийскую армию. 15 апреля 1915 года она была перешла на службу в Австралийские имперские силы, в составе которых Уилсон через месяц отправилась на остров Лемнос в Средиземном море для лечения пострадавших солдат АНЗАКа в ходе Дарданелльской операции. По дороге на остров, корабль, перевозивший Грейс Уилсон остановился в Александрии, где она узнала о гибели своего брата на Посту Куинна. Прибыв на место, Уилсон столкнулась с «невероятно ужасными» условиями, которые царили в госпитале: оборудование не поставлялось в срок, кроватей не было вообще, а имеющихся матрасов и палаток не хватало на всех. Однако благодаря грамотным действиям Уилсон по организации работы, госпиталю удалось справиться не только с этими проблемами, но и с нахлынувшей волной дизентерии. В первой половине 1916 года Уилсон вместе с госпиталем была переведена в Аббасию, где за свои заслуги была награждена Королевским Красным крестом 1-й степени.

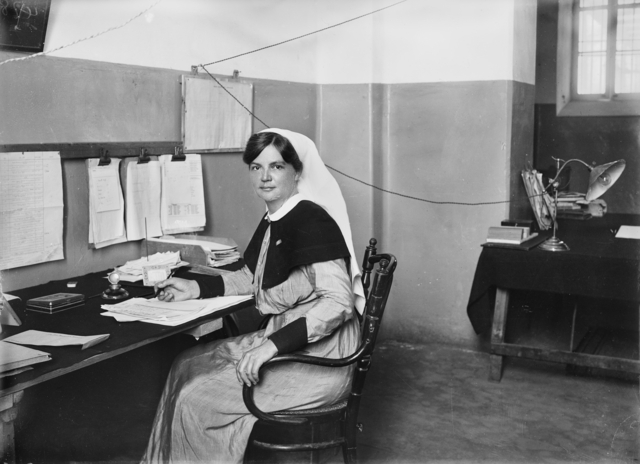
Грейс Уилсон в своём кабинете в Аббасии (май 1916 года).

 После помощи раненным в английском Брайтоне и французском Абвиле, ей на время пришлось расстаться со своими сослуживцами из 3-го генерального госпиталя для работы в лондонской штаб-квартире Австралийских имперских сил. Вернувшись в апреле 1918 года в расположение своего госпиталя в Абвиле, ей снова удалось проявить себя с лучшей стороны, за что Уилсон была удостоена звания командора ордена Британской империи. После войны она на пару лет осталась в Великобритании, где после расформирования 3-го генерального госпиталя устроилась во вспомогательный госпиталь в Дартфорде.
В 1920 году Уилсон вернулась в Австралию, где в качестве медсестры в детской больнице добилась улучшения условий для персонала и стажёров. Через два года, после конфликта с больничным комитетом она подала в отставку и купила частную больницу в Восточном Мельбурне. В августе 1925 года Уилсон стала главнокомандующей резерва армейских медсестер, а через четыре года была награждена медалью имени Флоренс Найтингейл. После начала Второй мировой войны, она вновь отправилась на фронт в качестве медсестры. На этот раз она начала помогать солдатам, раненным в ходе Североафриканской кампании, однако из-за болезни ей пришлось вернуться в Австралию в августе 1941 года.